# Saint-Barthélemy-le-Plain

Saint-Barthélemy-le-Plain este o comună în departamentul Ardèche din sud-estul Franței. În 1 ianuarie 2022 avea o populație de 859 de locuitori.